# 小椋毅
小椋 毅（おぐら たけし、1972年9月22日 - ）は、千葉県出身の俳優。身長172cm。体重65kg。血液型はB型。エンパシィ、モダンスイマーズ所属。舞台芸術学院本科演劇卒。

## 出演

### 映画
- ガチ☆ボーイ（2008年） - 大久保俊也 / デビルドクロ 役
- 少女の夢 いのちつないで（2012年）

### テレビドラマ
- 遺産相続弁護士 柿崎真一 - 野比謙太
- 隠蔽捜査 - 柳田雅人
- SP 警視庁警備部警護課第四係
- おかしな刑事11 - 寺本浩二
- オルトロスの犬
- 救命病棟24時5 - 兵頭明佳
- きらきら研修医
- 警視庁黒豆コンビ3
- 劇団演技者。 - 根岸ツネヒサ
- 功名が辻
- ザ・クイズショウ - 葛城誠
- さすらい署長 風間昭平8 - 野木邦彦
- さよなら西湖クン
- 信濃のコロンボ事件ファイル14
- 白い春
- スイート10〜最後の恋人〜
- 特命係長 只野仁3
- 十津川警部シリーズ38
- トラブルマン - 賀川リュウ
- BORDER 警視庁捜査一課殺人犯捜査第4係
- ママは昔パパだった
- メン☆ドル 〜イケメンアイドル〜
- もう我慢できない!
- 楽園
- 4号警備
- TOKYO VICE 第4話（2022年、HBO Max・WOWOW） - ノダ刑事 役
- CODE-願いの代償- 第1話・第5話（2023年、読売テレビ・日本テレビ） - 主任 役
- 警視庁追跡捜査係-交錯-（2023年、テレビ東京） - 山崎 役

### 舞台

#### モダンスイマーズ
- 五十嵐伝〜五十嵐ハ燃エテイルカ〜（2004年）客演
- 304（2004年）客演
- デンキ島 松田リカ編（2005年）客演
- さよなら西湖クン 番外公演（2005年）客演
- ゆきてかえらず ～稲上荘の寄るべない日々～（2006年）
- 赤木五兄弟（2006年）
- 回転する夜（2007年）
- 楽園（2007年、再演2008年）
- 夜光ホテル（2008年）
- 夜光ホテル〜スイートルームバージョン〜（2008年-2009年）
- トワイライツ（2009年）
- 血縁〜飛んで火に入る五兄弟〜（2009年）
- 凡骨タウン（2010年）
- 真夏と迷光のサイコ（2010年）
- デンキ島 松田リカ編（再演2011年）
- どん底スナイパー（2011年）
- ロマンサー - 夜明峠編 -（2012年）
- 不毛ドライブ（2012年）
- 楽園（再々演2012年）
- 死ンデ、イル。（2013年、再演2018年））
- 悲しみよ、消えないでくれ（2015年、再演2018年）
- 嗚呼いま、だから愛[1]（2016年）
- 実験公演「蝶のやうな私の郷愁」作：松田正隆（2017年）
- ビューティフルワールド[2]（2019年）
- 雨とベンツと国道と私[3]（2025年）

#### 外部出演
※50音順
- 青木さん家の奥さん（2012年）南河内万歳一座
- 青猫物語（2008年）東宝
- 赤い城 黒い砂（2009年）松竹
- イーハトーボの劇列車[4]（2013年）こまつ座
- 木の皿（2010年）加藤健一事務所
- その鉄塔に男たちはいるという（2010年）
- 第32進海丸（2006年）
- 月にぬれた手（2012年）
- ドールハウス（2011年）
- バス女
- 春すぎて（2011年）
- 満州・希望と絶望の果てに
- 満ち足りた散歩者
- 雪やこんこん[5]（2021年）こまつ座

### テレビアニメ
- ONE PIECE（2024年） - ラーテル大佐 役

### 吹き替え

#### 映画（吹き替え）
- アド・アストラ（2020年） - チップ 役〈グレッグ・ブリック〉[6]
- タイラー・レイク -命の奪還-（2020年）
- アマチュア（2025年） - フィン 役[7]

#### アニメ
- ストレンジ・ワールド/もうひとつの世界（2022年）[8]

### ラジオ
- 北緯四十三度の神話（2006年）MBSラジオ